# San Francisco Ixquihuacan
San Francisco Ixquihuacan är en ort i Mexiko.   Den ligger i kommunen Ahuacatlán och delstaten Puebla, i den sydöstra delen av landet, 140 km öster om huvudstaden Mexico City. San Francisco Ixquihuacan ligger 1 555 meter över havet och antalet invånare är 165.
Terrängen runt San Francisco Ixquihuacan är kuperad åt nordväst, men åt sydost är den bergig. Runt San Francisco Ixquihuacan är det ganska tätbefolkat, med 160 invånare per kvadratkilometer. Närmaste större samhälle är Zacatlán, 10,3 km sydväst om San Francisco Ixquihuacan. I omgivningarna runt San Francisco Ixquihuacan växer i huvudsak blandskog.